# José Campaña
José Campaña, né le 31 mai 1993 à Séville, est un footballeur international espagnol évoluant au poste de milieu de terrain.

## Biographie
Campaña naît en mai 1993 à Séville, ville située dans la communauté autonome d'Andalousie en Espagne. Il est le fils d'un ancien footballeur, Ricardo Gómez dit Ríscar, notamment passé par le Real Betis. Il rejoint le centre de formation du Séville FC en 2000 et y demeure neuf ans. 
Campaña commence sa carrière en rejoignant le Sevilla Atlético, équipe réserve de son club formateur, qui évolue alors en Segunda División B, la troisième division espagnole. Le 30 août 2009, il dispute son premier match senior en remplaçant José Carlos contre le Real Betis B lors de la première journée du championnat. Campaña est titularisé le 6 septembre face au Grenade CF.
Campaña réalise une saison 2010-2011 remarquée avec la réserve qui atteint les barrages de promotion, prenant part à 38 matches et marquant trois buts. Il marque son premier but en carrière le 19 décembre 2010 et permet à son équipe de s'imposer 1-0 contre le Real Jaén. En mai 2011, Campaña est convoqué en équipe première et reste sur le banc de touche durant une victoire 2-3 face au RCD Espanyol comptant pour la dernière journée de Liga.
Campaña intègre définitivement l'effectif professionnel de Séville à l'éte 2011. Le 25 août 2011, il joue son premier match avec l'équipe première contre le club allemand de Hanovre en playoffs de la Ligue Europa. Il découvre la Liga trois jours plus tard, remplaçant Manu del Moral lors de la réception de Málaga CF (victoire 2-1). Marcelino lui offre sa première titularisation en championnat le 22 octobre face au FC Barcelone. Campaña joue un total de 18 matches lors de la saison 2011-2012, principalement cantonné à un rôle de remplaçant.
Il vit une saison 2012-2013 délicate, avec peu de matches disputés et subit une blessure au mois de mars 2013 qui met fin à sa saison. Son manque de temps de jeu à Séville convainc Campaña de signer à Crystal Palace à l'été 2013. 
Le 11 août 2016, Campaña signe un contrat de quatre ans au Levante UD, récemment relégué en Segunda División.
En octobre 2020, Campaña est convoqué par Luis Enrique en équipe nationale pour un amical contre le Portugal et deux matchs de Ligue des nations contre la Suisse et l'Ukraine. Il honore sa première sélection le 7 octobre, âgé de 27 ans, en remplaçant Dani Ceballos à la mi-temps face au Portugal à Lisbonne. Il devient le premier joueur de Levante à porter le maillot de la Roja depuis 1963. 

## Palmarès
Avec le Levante UD, Campaña remporte la Segunda División en 2017.
En sélection, Campaña s'illustre avec l'équipe d'Espagne des moins de 19 ans. Il remporte le Championnat d'Europe des moins de 19 ans deux fois d'affilée, en 2011 et 2012.